# Someone to Watch Over Me (álbum)
Someone to Watch Over Me é o terceiro álbum de estúdio da cantora escocesa Susan Boyle lançado em 7 de novembro de 2011 no Reino Unido e 1 de novembro de 2011 nos Estados Unidos. O álbum tem sido descrito como um "conjunto diverso de música", que inclui canções inspiradas nas histórias de fãs de Boyle que escrevem cartas para ela. O Album Estreou na 4º Posição da Billboard 200 com 132 Mil Cópias Vendidas em Sua Primeira Semana nas Lojas Americanas. Ao todo "Someone to Watch Over Me" já vendeu mais de 2,5 Milhões de Cópias em Todo Mundo.

## Antecedentes
Susan anunciou o título do álbum e data de lançamento em 1 de setembro de 2011. Boyle deu a notícia nos resultados da semi-final do programa America's Got Talent, após a realizar a canção "You Have to Be There", canção escrita pelas lendas da banda ABBA Benny Andersson e Björn Ulvaeus, uma versão conhecida pelo musico suéco Kristina från Duvemåla.

## Faixas
| Versão padrão |                            |                                     |              |         |  |
| N.º           | Título                     | Compositor(es)                      | Produtor(es) | Duração |  |
| 1.            | "You Have to Be There"     | Benny Andersson, Bjorn Ulvaeus      |              |         |  |
| 2.            | "Unchained Melody"         | Hy Zaret, Alex North                |              |         |  |
| 3.            | "Enjoy the Silence"        | Martin Gore                         |              |         |  |
| 4.            | "Both Sides, Now"          | Joni Mitchell                       |              |         |  |
| 5.            | "Lilac Wine"               | James Shelton                       |              |         |  |
| 6.            | "Mad World"                | Roland Orzabal                      |              |         |  |
| 7.            | "Autumn Leaves"            | Paolo Nutini, Jim Duguid            |              |         |  |
| 8.            | "This Will Be the Year"    | Emeli Sandé, Josh Kear, Shahid Khan |              |         |  |
| 9.            | "Return"                   | Steve Mac, Wayne Hector             |              |         |  |
| 10.           | "Someone to Watch Over Me" | George Gershwin, Ira Gershwin       |              |         |  |

| Edição asiática |                                   |                                |              |         |  |
| N.º             | Título                            | Compositor(es)                 | Produtor(es) | Duração |  |
| 11.             | "Ue o Muite Arukō/The First Star" | Rokusuke Ei, Hachidai Nakamura |              |         |  |

| Edição japonesa |                   |                |              |         |  |
| N.º             | Título            | Compositor(es) | Produtor(es) | Duração |  |
| 12.             | "Third Man Theme" | Anton Karas    |              |         |  |

## Desempenho nas paradas musicais

### Posições
| Parada musical (2011)                     | Melhor Posição |
| ----------------------------------------- | -------------- |
| Austrália - Australian Albums Chart       | 1              |
| Bélgica - Belgian Albums Chart (Flanders) | 4              |
| Bélgica - Belgian Albums Chart (Wallonia) | 4              |
| Canadá - Canadian Albums Chart            | 6              |
| Países Baixos - Dutch Albums Chart        | 18             |
| Filipinas - Finnish Albums Chart          | 38             |
| França - French Albums Chart              | 145            |
| Hungria - Hungarian Albums Chart          | 34             |
| Irlanda Irish Albums Chart                | 11             |
| Nova Zelândia - New Zealand Albums Chart  | 2              |
| Noruega - Norwegian Albums Chart          | 20             |
| Suécia - Swedish Albums Chart             | 9              |
| Suíça - Swiss Albums Chart                | 47             |
| Reino Unido - UK Albums Chart             | 1              |
| Estados Unidos - Billboard 200            | 4              |

## Histórico de lançamento
| Região         | Data                  | Formato              |
| -------------- | --------------------- | -------------------- |
| Reino Unido    | 7 de Novembro de 2011 | CD, digital download |
| Estados Unidos | 1 de Novembro de 2011 | CD, digital download |
| Japão          | 2 de Novembro de 2011 | CD, digital download |
| Alemanha       | 4 de Novembro de 2011 | CD, digital download |